# نسيج بيني خارج الخلية
في علم البيولوجيا، النّسيج خارج الخليّة (بالإنجليزية: Extracellular matrix)‏ هو شبكة ثلاثية الأبعاد يقع خارج الخلايا في نسيج حيواني أو مجموعة كائنات مجهريّة. يتكون من جزيئات كبيرة خارج خلوية ومعادن، مثل الكولاجين والإنزيمات والبروتينات السكرية وهيدروكسيل أباتيت وعادة ما يوفر الدعم الهيكلي للخلايا الحيوانية (الهيكل الخلوي)، بالإضافة إلى أداء مختلف الوظائف الهامة الأخرى. إن التكوين الهيكلي للنسيج خارج الخلية يختلف نظرًا لأن التعددية الخلوية تطورت بشكل مستقل في سلالات مختلفة متعددة الخلايا؛ ومع ذلك، فإن التصاق الخلية والتواصل بين الخلايا والتمايز هي أهم وظائف هذا النسيج.
نسيج خارج الخلية للحيوان يشمل المادة الخلالية والغشاء القاعدي. توجد المادة الخلالية بين مختلف الخلايا الحيوانية (أي في الفراغات بين الخلايا). تملأ المواد الهلامية من السكريات والبروتينات الليفية الفراغ الخلالي وتعمل كعازل ضغط ضد الضغط الواقع على نسيج خارج الخلية. الأغشية القاعدية عبارة عن ترسبات تشبه الصفائح من النسيج خارج الخلية تستقر عليها الخلايا الظهارية المختلفة. يحتوي كل نوع من أنواع النسيج الضام في الحيوانات على نوع من النسيج خارج الخلية: تشكل ألياف الكولاجين ومعدن العظام نسيج خارج خلوي للنسيج العظمي. وتشكل الألياف الشبكية والمادة الأرضية نسيج خارج خلوي للنسيج الضام الرخو، وبلازما الدم هي النسيج خارج الخلوي للدم.
يتضمن نسيج خارج الخلية مكونات جدار الخلية، مثل السليلوز، بالإضافة إلى جزيئات الإشارة. تتبنى بعض الكائنات أحادية الخلية أغشية حيوية متعددة الخلايا تكون فيها الخلايا مغمورة في النسيج خارج الخلية تتكون أساسًا من مواد بوليمرية خارج الخلية.

## البنية

1: ميكروفيلمنتات 2: طبقتين فسفودهنيتين 3: إنتيجرين 4: بروتين سكري 5: فيبرونيكتين 6: كولاجين 7: إيلاستين

يتم إنتاج مكونات نسيج خارج الخلية داخل الخلايا بواسطة الخلايا المقيمة وإفرازها في النسيج خارج الخلوي عن طريق عملية الإخراج الخلوي. بمجرد إفرازها، فإنها تتجمع بعد ذلك مع المادة الخلية الموجودة. يتكون النسيج خارج الخلوي من شبكة متشابكة من البروتينات الليفية والغليكوز أمينوغليكان.

## التطور
هناك العديد من أنواع الخلايا التي تساهم في تطوير أنواع مختلفة من المادة الخلالية خارج الخلية الموجودة في عدد كبير من أنواع الأنسجة. تحدد المكونات الأساسية للنسيج خارج الخلية خصائص النسيج الضام.
الخلايا الليفية هي أكثر أنواع الخلايا شيوعًا في النسيج خارج الخلية للنسيج الضام، حيث تقوم بتوليف وصيانة وتوفير إطار هيكلي. تفرز الخلايا الليفية المكونات الأولية للنسيج خارج الخلية، بما في ذلك المادة الأرضية. إن الخلايا الغضروفية الموجودة في الغضروف تنتج المادة الخلالية الغضروفية. بانيات العظم مسؤولة عن تكوين العظام.